# Pletiu
Un pletiu, de vegades anomenat també pleta, sobretot al Pallars Jussà, és un vessant de muntanya inclinat, de vegades molt inclinat, abundós d'herba, on el bestiar es reuneix a pasturar i passar la nit, sense necessitat d'haver-se de tancar amb cap mena de barreres, com fóra el cas de la pleta. Pletiu deriva de pleta, amb la diferència que la pleta és un espai delimitat per tanques, mentre que el pletiu és obert.
Habitualment, els pletius solen estar situats entre espadats o serres d'una alçada considerable, sobretot a les capçaleres dels barrancs o llaus pirinencs, en llocs on rarament arriben els boscos i només es troben prats de muntanya. A tota la zona pirinenca donen lloc a nombrosos topònims.
Mossèn Cinto Verdaguer en parla, en el seu poema èpic Canigó, al quart cant: Coflens i Isil li ensenyen sos boscatges, | sos verds pletius, farigolars i prades.